# Lochbuie
Lochbuie – miasto w Stanach Zjednoczonych, w stanie Kolorado, w hrabstwie Weld.